# Пленецкий, Авксентий Николаевич
Авксентий Николаевич Пленецкий (1790 — 1848, Яссы) — российский военный врач, статский советник.
Сын священника. Учился за казённый счёт в Императорской медико-хирургической академии, окончил курс в 1813 году, 22 марта того же года определён в Минский военный госпиталь. 29 сентября 1813 г. перешёл в 53-й егерский полк, 3 октября 1814 г. откомандирован в Бендерский военный госпиталь, 14-го мая 1815 г. переведен в 12-й егерский полк. 19 сентября 1816 г. получил звание штаб-лекаря. В августе 1818 г. назначен в Тираспольский военный госпиталь, 5 сентября 1819 г. занял в нём должность ординатора. 28 августа 1827 г. получил должность доктора 2-й уланской дивизии, в 1832 г. перешел на такую же должность в 3-ю кирасирскую дивизию, в 1834 г. был назначен исправляющим должность штаб-доктора 2-го резервного кавалерийского корпуса, а в 1839 г. — корпусным штаб-доктором сводной кавалерийской дивизии. В 1848 г. заведовал врачебной частью резервных войск в Молдавии и Валахии, имел чин статского советника и орден Св. Владимира 4-й степени. Умер от холеры.
Опубликовал статью «Наблюдения 1826—1828 гг. о действии сернокислого хинина в перемежающейся лихорадке» в газете «Друг здравия» (1836, № 47).